# Ancistrura
Ancistrura ist eine Heuschrecken-Gattung aus der Familie der Sichelschrecken (Phaneropteridae).

## Merkmale
Das Pronotum ist leicht nach hinten erweitert. Es ist in der Metazona bei den Weibchen wenig erhöht, bei den Männchen stark. Die Arten sind micropter. Die Elytra der Männchen sind länglich-oval, die der Weibchen quadratisch-verrundet. In der Mitte der Subgenitalplatte der Männchen befindet sich ein Kiel, welcher sich Dorn verlängert der den Hinterrand der Platte überragt und proximalwärts gekrümmt und spitz ist. Die Cerci der Männchen sind lang-kegelförmig und im Apikalteil beinahe pfriemenförmig. Bei den Weibchen sind sie kegelförmig und der Apex ist nach innen gebogen. Der Ovipositor ist am Apex gezähnt, eine sichtbare Vertiefung an der Basis unter der Lamelle kann vorhanden sein oder fehlen.

## Vorkommen
Die Gattung kommt in Südeuropa vor.

## Systematik
Die Gattung umfasst eine Art:
- Ancistrura nigrovittata (Brunner von Wattenwyl, 1878)